# Митрополит београдски Дионисије
Дионисије (Дионисије Поповић, Кожани 1750 — Будим, 28. јануар 1828) је био епископ Српске православне цркве, на престолу владика београдских и будимских.

## Живот
Митрополит Дионисије I (Папазоглу, који се презивао и Пападопулос или Поповић), Грк по рођењу, рођен је 1750. године у Кожанима, близу Солуна. Отац му је био православни свештеник у том месту. Сматра се да је завршио неку од високих теолошких школа Васељенске патријаршије.
Био је прво мирски свештеник, који се након женине смрти као још прилично млад определио за монашки чин. Подвизавао се и постриженик је неког од светогорских манастира. Захваљујући својој учености једно време је био домаћи учитељ деце влашког кнеза у Букурешту. Захвални кнез га је препоручио Патријаршији да буде завладичен. Иако је убрзо рукоположен није више година добио своју епархију већ је био проповедник Васељенске патријаршије.
На катедри београдских архијереја је наследио митрополита Јеремију 1784. или 1785. године. Био је то један од најперспективнијих архијереја са занимљивим дотадашњим монашким путем, који је постао митрополит са 34 године живота. Научио је живећи међу Србима добро српски језик. За његово време обнови се храм Светога оца Николаја у манастиру Јошаници 23. априла 1786. Следеће године је рукоположио монаха Герасима, сабрата манастира Вољавче.
Пре предаје Београда Турцима, митрополит Дионисије, као присталица Аустрије, избегао је са Немцима у Аустрију. Сматран је за аустријског агента у Србији, у Београду. Он је током литургије у београдској саборној цркви одржаној 17. августа 1791. године у својој проповеди са амвона "проклињао народ", наговарајући га да бежи у Аустрију. Када је пребегао у Аустрију, аустријски цар му је дао 6000 ф. за издржавање док не добије епархију. По потврђењу 3. јануара 1791. године добио је од цара и племство.
Митрополит Стефан (Стратимировић) примио је избеглог Дионисија у клир Карловачке митрополије, поставивши га 1791. године за дијецезана Будимске епархије. Дионизије се писмено одрекао свих титула и знакова митрополијских које до тада имао. Био је владика будимски 1791-1828. године. Први је напустио Сентандреју и преместио епископску столицу у Будим. Купио је 1792. године једну зграду у Српској вароши Табану, у којој је уредио свој владичански двор са придворном капелом. Држао је на свом двору приватну "Клерикалну школу" у којој су се спремали свештенички кандидати. У двору се бавио учитељ Лука Милановић из Винковаца, који за месечну плату (од 10 ф) преводио књиге и рукописе. Бавио се дакле превођењем богословских књига на српски језик, и најзаслужнији је за опремање епархијске библиотеке. Поручио је драгоцене бакрорезе и бавио се уређењем будимске Саборне цркве.
Умро је 28. јануара 1828. године у Будиму, и сахрањен у Саборној сентандрејској цркви. По другом извору, сахрањен је у поду Будимске саборне цркве.